# دووانیشته
دووانیشته (به صربی: Duvanište) یک منطقهٔ مسکونی در صربستان است.